# اندیس مراوه تپه
مراوه تپه یک اندیس غیرفلزی است که در حوالی شهر مراوه تپه استان گلستان قرار دارد و مادهٔ معدنی موجود در آن، کلسیت است.  